# گورنا ریبنیتسا
گورنا ریبنیتسا (به بلغاری: Gorna Ribnitsa) یک منطقهٔ مسکونی در بلغارستان است که در استان بلاگووگراد واقع شده‌است.